# Ambo (Kiribati)
Ambo ist ein Motu und ein gleichnamiger Ort im Süden des Tarawa-Atolls in den zum Inselstaat Kiribati gehörenden Gilbertinseln im Pazifischen Ozean. 2020 hatte der Ort Ambo 3345 Einwohner.

## Geographie
Die Insel Ambo liegt im Distrikt Urban South Tarawa (Tarawa Te Inainano) zwischen Eita (O) und Nanikai (W). Der Ort selbst liegt an der Ostspitze des Motu. Im Ort befinden sich Maneaba ni Maungatabu (Parlamentsgebäude) und eine katholische Kirche (Ambo Catholic Church). Im Osten verbindet den Ort ein Fahrdamm über mehrere winzige Riffinseln mit Taborio auf Eita, während sich der Ort Banraeaba unmittelbar im Westen anschließt.

## Klima
Das Klima ist tropisch heiß, wird jedoch von ständig wehenden Winden gemäßigt. Ebenso wie die anderen Orte des Tarawa-Atolls wird Ambo gelegentlich von Zyklonen heimgesucht.

## Überbevölkerung
Verschiedene Orte auf dem Atoll stehen vor dem Problem der Überbevölkerung. Wegen der Arbeitslosigkeit, dem Anstieg des Meeresspiegels auf Grund des Klimawandels sowie der Versalzung der Wasserquellen sind viele Einwohner der äußersten Inseln auf das Atoll ausgewandert. Die meisten Einwanderer haben sich in informellen Ansiedlungen in South Tarawa angesiedelt, wo sich die bevölkerungsreichsten Orte in Kiribati befinden. Die Lebensbedingungen in Orten wie Betio sind schlecht. Die nationale Regierung hat Pläne vorgelegt, um die Probleme zu bekämpfen. Diese Pläne beinhalten die Uferbefestigung, den Aufbau von neuen Siedlungen sowie Arbeitsmobilitätsprogramme für Auswanderer nach Neuseeland und Australien.